# Kamień (Einheit)
Kamien war ein polnisches Gewichtsmaß und bedeutete Stein. Man unterschied in den leichten und schweren Stein. Der Unterschied lag offensichtlich im Wiegen mit Tara, also Brutto. Regional und warenabhängig schwankte das Maß. Durchschnittlicher Wert war:
- 1 Kamien/Stein = 10,1376 Kilogramm
- Wolle 1 Kanien/Stein (schwer) = 12,976128 Kilogramm
- 4 Kamien/Stein = 1 Watner = 100 Funta/Pfund = 1600 Unzen = 3200 Lot = 12800 Drachm = 40320 Gramm